# Ringebu stavkirke
Ringebu stavkirke er en stavkirke, der ligger i Ringebu kommune i Oppland, ca. 60 km nord for Lillehammer. Den er opført omkring år 1220, og er blevet ombygget og udvidet i 1600-tallet. Den er en af de største blandt de 28 tilbageværende stavkirker i Norge.
Kirken er Ringebu kommunes tusenårssted sammen med området omkring Ringebu Prestegård og Gildesvolden.